# 朝長康郎
朝長 康郎（ともなが やすろう、1921年（大正10年）1月22日 - 2014年（平成26年）4月17日）は日本の数学者。宇都宮大学名誉教授。東京帝国大学理学部卒業。また長女は参議院議員の片山さつきである。

## 経歴
長崎県長崎市出身。陸軍軍人で近衛騎兵隊長を務めた朝長三郎と埼玉県知事を歴任した銀林綱男の五女・銀林はたの長男として生まれる。旧制府立高等学校を経て東京帝国大学理学部を卒業し理学博士となる。文献上の職歴は初期の著書初版発行当時に宇都宮大学教授･理学博士であることが明記されている。また後年の書籍では教育学部教授とも記載している。後に宇都宮大学名誉教授の称号を授与された。また娘に参議院議員の片山さつきがいる。
2014年（平成26年）4月17日、死去。

## 著書
- 『数学新書. 第55(微分幾何学入門)』（東京図書、1966年5月31日）
- 『リーマン幾何学入門 (共立全書)』（共立出版、1970年7月10日、初版1刷発行）
- 『幾何学通論』（共立出版、1976年2月25日）
- 『復刊 リーマン幾何学入門 増補版』（共立出版、2009年6月24日）